# فرودگاه محلی واتاسکوین
فرودگاه محلی واتاسکوین (به انگلیسی: Wetaskiwin Regional Airport) یک فرودگاه همگانی است که یک باند فرود آسفالت دارد. این فرودگاه در کشور کانادا قرار دارد .